# Stade Zéralda
Stade Zéralda – stadion piłkarski w Zéralda, na przedmieściach Algieru, w Algierii. Obiekt może pomieścić 3000 widzów.
W 2009 roku stadion był jedną z aren (obok Stade Dar El Beïda) piłkarskich mistrzostw Afryki do lat 17. Rozegrano na nim sześć spotkań fazy grupowej, jeden półfinał oraz mecz o 3. miejsce tego turnieju.